# Slunná
Slunná je přírodní rezervace severně od obce Lažánky v okrese Brno-venkov. Nachází se v místních lokalitách Javor a Roviny. Geomorfologicky patří Deblínské vrchovině, jedná se o část lesních porostů v údolí Maršovského potoka (Maršovský žleb). Důvodem ochrany je ekosystém starého listnatého lesa, tvořený původními bukovými porosty místy pralesovitého charakteru, které jsou významným refugiem pro hnízdění ptactva a poskytují zázemí pro celou řadu vzácných a chráněných druhů rostlin, jako je brambořík nachový, okrotice bílá, okrotice dlouholistá a kruštík modrofialový.
Přírodní rezervace Slunná byla vyhlášena 1. července 1985, k jejímu novému vyhlášení došlo 15. listopadu 2011.

## Geologie
Podloží je tvořeno biotitickými pararulami, které jsou místy migmatitizované, až migmatity s vložkami metabazitů a metatufů svrateckého masivu. Pokryv místy tvoří sprašové hlíny, v žlebu hlinité deluviofluviální sedimenty.

## Flóra
Ve stromovém patru dominuje buk lesní (Fagus sylvatica), místy je zastoupená lípa malolistá (Tilia cordata), habr obecný (Carpinus betulus), javor mléč (Acer platanoides), javor klen (Acer pseudoplatanus) a jasan ztepilý (Fraxinud excelsior). V bylinném patru jsou zastoupeny bažanka vytrvalá (Mercurialis perennis), brambořík nachový (Cyclamen purpurascens), hrachor jarní (Lathyrus vernus), korálice trojklaná (Corallorhiza trifida), kruštík modrofialový (Epipactis purpurata), kyčelnice cibulkonosná (Dentaria bulbifera), kyčelnice devítilistá (Dentaria enneaphyllos), okrotice dlouholistá (Cephalanthera longifolia), pryšec mandloňovitý (Tithymalus amygdaloides), samorostlík klasnatý (Actaea spicata), svízel vonný (Galium odoratum) a žindava evropská (Sanicula eurapaea).

## Fauna
Ptáky zastupuje lejsek bělokrký (Ficedula albicollis) a holub doupňák (Columba oenas), hmyz druhy typické pro bučiny - šedokřídlec říjnový (Epirrita christii), skvrnopásník jilmový (Calospilos sylvata), srpokřídlec bukový (Watsonalla cultraria) a bekyně černé L (Arctornis l-nigrum). Z lesních plžů byly nalezeny sítovka blýštivá (Aegopinella minor), vlahovka narudlá (Monachoides incarnata), vrásenka orkouhlá (Discus rotundatus) a vřetenatka obecná (Alinda biplicata).